# مشعل الصبیانی
مشعل الصبیانی (عربی: مشعل الصبياني؛ زادهٔ ۱۱ آوریل ۲۰۰۱) بازیکن فوتبال اهل عربستان سعودی است.
از باشگاه‌هایی که در آن بازی کرده‌است می‌توان به باشگاه فوتبال الفیصلی عربستان سعودی اشاره کرد.
وی همچنین در تیم‌های ملی فوتبال زیر ۲۳ سال عربستان سعودی و عربستان سعودی بازی کرده‌است.